# 3253 Ґрейді
3253 Ґрейді (3253 Gradie) — астероїд головного поясу, відкритий 28 квітня 1982 року.
Тіссеранів параметр щодо Юпітера — 3,593.